# Ноденс (Мифы Ктулху)
Ноденс (англ. Nodens) — вымышленное божество в произведениях американского писателя Говарда Филлипса Лавкрафта и последователей «Мифов Ктулху». Впервые появляется в рассказе «Загадочный дом на туманном утёсе» (1926), а затем упоминается в повести «Сомнамбулический поиск неведомого Кадата» (1927), и более не появляется. Ночные призраки поклоняются ему.

## Ноденс в творчестве Лавкрафта
Лавкрафт почти не описывал Ноденса, он появляется лишь один раз, а затем упоминается пару раз. В обоих произведениях упоминаются вымышленные создания Гнорри, которые строят обелиски под водой. Лавкрафт, вероятно, ссылался на Ноденса, потому что он был упомянут в романе «Великий бог Пан» Артура Мейчена. 

В рассказе «Загадочный дом на туманном утёсе» (1926) Ноденс появляется в образе старика с дубовым посохом, стоящего на колеснице из морских раковин, запряженной странными морскими существами, а также громкого пения. Носит имя одного из богов древних британцев, он путешествует по небу в колеснице, сделанной из огромной морской ракушки с кортежем из мифических существ, среди которых его прообраз, Нептун. Истинный облик неизвестен. Лавкрафт описывает его в одном абзаце:
Под звуки удивительной музыки в комнату из океанских глубин хлынули ожившие воспоминания и грёзы древних обитателей Земли. Яркие языки пламени на миг ослепили Олни, когда он встал, чтобы должным образом приветствовать гостей. Был тут и Нептун с трезубцем в руке, и игривые Тритоны, и фантастические Нереиды. На спинах дельфинов возлежала — огромная раковина с зубчатым краем, в которой помещался грозного вида старик то был Ноденс, Хозяин Великой Бездны. Тритоны извлекали сверхъестественные ноты из своих перламутровых раковин, а Нереиды подняли ужасный шум, ударяя в гулкие панцири неведомых морских моллюсков. Ноденс протянул морщинистую руку и помог Олни с бородачом забраться в свой просторный экипаж. При этом раковины и панцирные гонги взвыли и загрохотали с удвоенной силой. Сказочный кортеж, тронувшись с места, вскоре исчез в бесконечном эфире, а производимый им шум потонул в раскатах надвигающейся грозы…
В повести «Сомнамбулический поиск неведомого Кадата» (1927) Ноденс лишь упоминается несколько раз как владыка бездны, которому служат Ночные призраки.
Ночные призраки подчиняются лишь древнему Ноденсу, Повелителю великой бездны.

Звезды сменились рассветами, а рассветы взорвались золотыми, пунцовыми и пурпурными фонтанами, но сновидец продолжал падать. Эфир разрывали жуткие крики, когда шлейфы света гнали прочь исчадия внешней тьмы. И седой Ноденс поднял вой торжества, когда Ньярлатотеп, уже было овладевший своей добычей, был остановлен, ослеплённый рассветным сиянием, обратившим полчище его бесформенных охотников в серый прах.

## Другие авторы
Последователи «Мифов Ктулху» иначе изображают Ноденса, добавляя множество новых подробностей. 
Ноденс связан со Страной снов и питает особую любовь к сновидцам. Известно, что он брал таких людей с собой в путешествия через пространство и время. Вероятно, вдохновлен образами божеств из «Боги Пеганы» лорда Дансени. Но, кажется, он также может перенести мечтательных людей через пространство и время. Ноденс является повелителем ночных призраков, хотя временами его власть над ними кажется ограниченной.
Август Дерлет отнес Ноденса к Старшим богам и изображает его в виде старика, стоящего с дубовым посохом в одной руке на колеснице из морских раковин, запряжённой фантастическими зверями. Иногда его также изображают с бородой из щупалец.  Ноденс посещал Землю миллиарды лет назад, когда ему поклонялись неведомые древние существа. Он ушёл в Иной мир, когда прибыли Великие Древние. Этот миф гласит, что Ноденс и Йог-Сотот противостоят друг другу. Этот образ трудно совместить с другими известными проявлениями Ноденса
В некоторых источниках говорится, что Боги Земли поручили Ноденсу охранять тюрьмы Великих Древних. Однако настанет время, когда сам Ноденс утратит бдительность и уснёт. Тогда Великие Древние будут освобождены из своих гробниц. 
В других источниках говорится, что атланты поклонялись Ноденсу под именем Чоззар, Бог Магии (Chozzar, God of Magic), и друиды также воздавали ему почести как "змею вод". Смертельно больные могут получить его исцеление его храм в Лидни, Англия. Столб, найденный недалеко от города Кермен (Caermaen), называет Ноденса в связи с тем, что может быть брачным ритуалом, но неизвестно, одобрял или защитил ли бог тех, кто в нём участвовал. 
Небольшой культ поклоняется Ноденсу как охотнику, подражая ему, периодически выслеживая и убивая приверженцев других вероисповеданий.

### Появляется в произведениях
- В повести Артура Мейчена «Великий бог Пан» (1890) есть римская колонна, посвященная Ноденсу. Посвящение сделано неким Флавием Сенилисом в связи с браком и есть явный намек на то, что Ноденс на самом деле Пан.
- «Взгляды», «Жрица Ноденса» (англ. "Glimpses", "A Priestess of Nodens") А. А. Аттанасио
- «Ад на Земле», «Сила друида» (англ. "Hell on Earth", "Power of the Druid") Роберт Блох
- «Ночная сторона Эдема» (англ. Nightside of Eden) Кеннет Грант
- «Дом червя» (англ. The House of the Worm) Гэри Майерс
- «Падение Ктулху» (англ. The Fall of Cthulhu) Майкл Алан Нельсон
- «Звездное семя» (англ. The Star-Seed) Джеймс Амбуэль

## В культуре
- Имя Ноденс, вероятно, происходит от кельтской основы «noudont-» или «noudent-», которая, как предположил Дж. Р. Р. Толкин, была связана с германским корнем, означающим «приобретать, использовать», ранее «ловить, заманивать в ловушку (как охотник)». Установив связь с рукой Нуады и Ллудда, он обнаружил «отголосок древней славы волшебной руки Ноденса Ловца».
- Храм Ноденса был найден в Лидни-парке в Великобритании. В нём представлена сохранившаяся мозаика, где богу служат два длинношеих тюленя или, как предположили более причудливые люди, плезиозавры, что приводит к теориям о происхождении Лох-несского чудовища и его возможной связи с Ноденсом.